# Anna Ruysch
Anna Ruysch (Den Haag, 19 december 1666 – Amsterdam, 7 januari 1754) was een Nederlandse kunstschilder. Anna Ruysch schilderde met name (bloem)stillevens. Zij was een jongere zuster van de bekende Rachel, eveneens kunstschilder.

## Biografie
Anna Ruysch werd geboren in Den Haag als jongste dochter van hoogleraar anatomie Frederik Ruysch en diens vrouw Maria Post. Kort na haar geboorte verhuisde het gezin Ruysch naar Amsterdam omdat vader Frederik in Amsterdam anatomische lessen ging geven. Daar stelde hij ook zijn anatomische preparaten tentoon. Deze preparaten werden door Rachel en Anna versierd en geschilderd. Mogelijk is Anna net als haar zuster bij Willem van Aelst in de leer geweest. In ieder geval schilderden de zusters in dezelfde stijl en kozen zij dezelfde onderwerpen.
Anna trouwde in 1688 met Isaak Hellenbroek toen zij 21 en hij 23 jaar oud was. Isaak was verfhandelaar van beroep. Getrouwd zijnde stopte Anna met schilderen. Op 10 april 1689 werd hun eerste kind, Elisabeth Susanna, gedoopt. Anna en Isaak kregen samen 6 kinderen. Behalve Elisabeth bereikten twee andere kinderen de volwassen leeftijd. Haar zoon, Frederik Hendrik werd op 2 januari 1697 gedoopt, haar dochter, Anna Geertruijd ruim tien jaar later op 14 augustus 1707. 

### Erfenis
In 1749 overleed Isaak, waarna Anna de verfhandel samen met haar zoon voortzette. Zij overleefde haar man met vijf jaar. De zoon erfde vier schilderijen: zijn eigen portret, een portret van zijn oom, de predikant Abraham Hellenbroek, geschilderd door Pieter van der Werff, en de portretten van zijn ouders.
Haar jongste dochter Anna kreeg een portret van haar grootvader Frederik Ruysch in een vergulde lijst. Ook erfde ze twee door haar moeder geschilderde bloemstillevens.
De oudste dochter Elisabeth kreeg een portret van haarzelf en een door Jurriaen Pool geschilderd portret van haar grootvader Frederik Ruysch in een zwarte lijst. Ook kreeg zij twee bloemstillevens van de hand van haar moeder.

## Werken
Omdat Anna zelden haar schilderijen signeerde is slechts een klein deel van haar oeuvre met zekerheid aan haar toe te schrijven.
- Biografisch Portaal: 25394152
- RKD-Nederlands Instituut voor Kunstgeschiedenis: 69062
- Union List of Artist Names: 500019251
- Virtual International Authority File: 95799564